# Lisa Jäsert
Lisa Jäsert (ur. 7 lutego 1992) – niemiecka lekkoatletka specjalizująca się w biegach średnich i długich.
Podczas mistrzostw Europy juniorów w Tallinnie latem 2011 była czwarta w biegu na 1500 metrów oraz zdobyła brązowy medal w biegu na 3000 metrów. Drużynowa brązowa medalistka mistrzostw Europy młodzieżowców w biegach przełajowych z 2012. 
Rekordy życiowe: bieg na 800 metrów – 2:11,94 (15 lipca 2006, Jena); bieg na 1500 metrów – 4:19,06 (2 lipca 2011, Mannheim); bieg na 3000 metrów – 9:26,10 (18 czerwca 2011, Schweinfurt).